# コスモス573号
コスモス573号（ロシア語: Космос 573, Kosmos 573）は1973年6月に打ち上げられたソユーズ宇宙船の無人試験機。
太陽電池パネルが搭載されておらず、宇宙ステーションへのドッキングもなかった。

## ミッション情報
- 機体: Soyuz-7K-T
- 重量: 6800 kg
- 乗員: なし
- 打上げ: 1973年6月15日
- 着陸: 1973年6月17日